# DDBJ
DDBJ або DNA Data Bank of Japan — японська база даних ДНК.
Являє собою електронний ресурс з інформацією про нуклеотидні послідовності, що належать різним генам і організмам. Опис кожної послідовності включає: номер у базі даних, видову належність, джерело ДНК (лінійний матеріал, клон, географічне походження взятої для аналізу особини), прізвища та ініціали дослідників, які отримали ці послідовності і опублікували за ними наукові роботи, опис послідовності, її функціонального навантаження (у разі кодувальної послідовності — наводиться відповідна амінокислотна послідовність), і власне нуклеотидна послідовність.
Ця база даних за поданими нуклеотидними послідовностями повністю ідентична європейській і американській (GenBank) базам даних ДНК; всі три бази даних входять до INSDC (International Nucleotide Sequence Database Collaboration) — міжнародної системи баз даних ДНК.